# Владимир Кличко — Кубрат Пулев
Владимир Кличко — Кубрат Пулев — двенадцатираундовый боксёрский поединок в тяжёлой весовой категории за титулы чемпиона мира по версиям WBA Super, IBF, WBO, IBO и журнала The Ring, которые принадлежали Владимиру Кличко. Поединок состоялся 15 ноября 2014 года на стадионе O2 World Arena в Гамбурге (Германия). Количество зрителей, посмотревших поединок, оценивается в 300 миллионов телезрителей.
26 июня 2014 года было официально объявлено, что Владимир Кличко проведёт поединок с обязательным претендентом на титул чемпиона мира по версии IBF Кубратом Пулевым 6 сентября 2014 года. Однако в августе Кличко получил травму и поединок был перенесён на 15 ноября.
Поединок проходил с переменным успехом. Оба боксёра сумели по несколько раз потрясти друг друга. Однако по ходу поединка Пулев трижды был в нокдауне (дважды в первом раунде и один раз в третьем). В пятом раунде Кличко пробил левый боковой удар, которым отправил Пулева в нокаут.
Для Владимира Кличко победа над Пулевым стала предпоследней победой (последней досрочной) в профессиональной карьере. В ноябре 2015 года Владимир Кличко проиграл Тайсону Фьюри и утратил все свои чемпионские титулы. В апреле 2017 года Кличко попытался вернуть себе часть титулов, но проиграл Энтони Джошуа, после чего завершил карьеру. В октябре 2017 года Энтони Джошуа должен был провести обязательную защиту против Кубрата Пулева, но незадолго до боя болгарин травмировался. В октябре 2018 года Пулев вновь завоевал статус обязательного претендента по версии IBF.

## Предыстория
26 апреля 2014 года чемпион мира по версиям WBA Super, IBF, WBO, IBO и журнала The Ring Владимир Кличко провёл очередную защиту своих титулов, победив обязательного претендента по линии WBO Алекса Леапаи (31-4-3).
В начале мая того же года IBF назначила обязательным претендентом на свой чемпионский титул 33-летнего болгарского боксёра Кубрата Пулева и отвела 30 дней на переговоры об организации поединка «Владимир Кличко — Кубрат Пулев». Пулев завоевал право провести поединок за титул чемпиона мира в августе 2013 года, победив американца Тони Томпсона. До поединка с Кличко он одержал 20 побед (11 из них были досрочными) в 20 поединках и некоторое время имел в своём активе титулы чемпиона Европы по версии EBU (2012) и интернационального чемпиона по версии IBF (2011—2013).
После объявления Пулева обязательным претендентом команда Кличко обратилась к IBF с просьбой распределить гонорар между боксёрами в соотношении 80/20 в пользу Кличко. Несмотря на то, что обычно гонорар должен распределяться в соотношении 75/25 в пользу чемпиона, IBF удовлетворила просьбу Кличко. 17 июня в штаб-квартире IBF состоялись торги между промоутерскими компаниями, представляющими интересы Кубрата Пулева (Sauerland Event) и Владимира Кличко (К2 Promotions). На промоутерских торгах победу одержала компания К2 Promotions, которая готова была вложить в организацию поединка 7 250 131 $, в то время как Sauerland Event предложила 5 290 144 $.
26 июня 2014 года состоялась пресс-конференция с участием Владимира Кличко и Кубрата Пулева, на которой было официально объявлено о том, что поединок «Кличко—Пулев» состоится 6 сентября 2014 года в Гамбурге (Германия). 25 августа директор компании К2 Promotions Том Лёффлер объявил о том, что Кличко травмировал левый бицепс и его поединок с Пулевым переносится «минимум на два месяца, и, предположительно, состоится в конце октября». 27 августа Владимир Кличко написал на своей странице в «Твиттере», что поединок состоится 15 ноября. Кубрат Пулев и его тренер Борислав Боядзиев были недовольны переносом поединка, Пулев обвинил Кличко в трусости, а Боядзиев сказал, что такой поступок «сломал всю подготовку Кубрата». Однако в октябре Пулев заявил, что перенос поединка пошёл ему на пользу и он набрал лучшую физическую форму.
14 ноября состоялась официальная процедура взвешивания, на которой Владимир Кличко весил 111,5 кг, а Кубрат Пулев — 112 кг.
Перед поединком оба боксёра должны были заплатить чемпионским организациям (WBA, IBF, WBO и IBO), чтобы они санкционировали поединок. Кличко внёс взносы во все четыре организации, в то время как Пулев сделал один взнос в IBF. Это означало, что для Владимира Кличко на кону будут стоять все его титулы, а для Пулева только IBF.
Ожидалось, что бой соберет аудиторию около 300 миллионов телезрителей по всему миру.

## Ход поединка
Сразу после начала поединка оба боксёра начали клинчевать. Практически во всех дальнейших клинчах Пулев старался пробивать боковые удары по затылку соперника, чем нарушал правила бокса. Менее чем через полминуты после начала первого раунда Пулев попал по Владимиру Кличко джебом (прямым ударом) с левой руки и ненадолго потряс его. Затем болгарин пробил двухударную комбинацию и начал клинчевать. Несколько секунд спустя (за 1 минуту 53 секунды до окончания раунда) Кличко пробил акцентированный хук с левой руки в челюсть оппонента и отправил того в нокдаун. Пулев сумел подняться и «сразу изобразил что-то вроде позы „сбрендившая цапля“, подняв одну ногу и продемонстрировав чемпиону язык как доказательство собственной пригодности для продолжения схватки». Сразу же после возобновления поединка чемпион вновь пробил хук с левой руки, который также пришёлся по челюсти претендента, и Пулев оказался во втором нокдауне. По мнению некоторых спортивных журналистов, удар, которым Кличко отправил Пулева во второй нокдаун, был не «бьющим», а «толкающим». После второго нокдауна Кличко не стал идти на добивание соперника и действовал достаточно осторожно. Во втором раунде боксёры выбрасывали преимущественно прямые удары. При этом Владимир Кличко, коронным ударом которого считался левый прямой, не выглядел доминатором в «войне джебов».
Первая половина третьего раунда была похожа на второй раунд. Однако за 1 минуту 13 секунд до окончания раунда Кличко попал акцентированным кроссом (перекрёстным ударом) и потряс Кубарта Пулева. После этого чемпион попытался нанести акцентированный боковой удар с левой руки, но промахнулся и боксёры вновь начали клинчевать. За минуту до окончания раунда Кличко всё же смог попасть по Пулеву левым боковым ударом и Пулев оказался в третьем нокдауне. После возобновления боя Кличко попытался добить его, но эти попытки не увенчались успехом. В четвёртом раунде Пулев сумел провести несколько успешных силовых атак — «двойка с акцентом на правом прямом, ещё удар справа, потом Пулев не дотянулся правым прямым, но достал Владимира последовавшим за ним левым боковым». Однако вторая половина раунда осталась за украинцем, который всё чаще наносил точные боковые удары с левой руки.
В пятом раунде Кличко удалось провести успешную атаку, которая завершилась апперкотом с правой руки, Пулев попытался контратаковать, но рефери развёл боксёров. Чуть более чем за минуту до окончания пятого раунда Пулев попал по Кличко правым прямым и левым боковым ударами. После этого, за 58 секунд до окончания раунда, Кличко пробил акцентированный боковой удар с левой руки на скачке, и Пулев оказался на настиле ринга в четвёртый раз. Рефери начал отсчёт нокдауна и Пулев попытался подняться, но не смог, и рефери остановил поединок. В итоге победа нокаутом в 5-м раунде была присуждена Владимиру Кличко.

### Статистика ударов
Ударов всего
| Боксёр          | Раунд             | 1    | 2    | 3     | 4    | 5    | Всего  |
| --------------- | ----------------- | ---- | ---- | ----- | ---- | ---- | ------ |
| Владимир Кличко | Попаданий/всего   | 8/20 | 7/16 | 10/23 | 7/17 | 6/13 | 38/89  |
| Владимир Кличко | Процент попаданий | 40 % | 44 % | 43 %  | 41 % | 46 % | 43 %   |
| Кубрат Пулев    | Попаданий/всего   | 6/18 | 5/25 | 3/20  | 6/25 | 5/22 | 25/110 |
| Кубрат Пулев    | Процент попаданий | 33 % | 20 % | 15 %  | 34 % | 23 % | 23 %   |

Джебы
| Боксёр          | Раунд             | 1    | 2    | 3    | 4    | 5    | Всего |
| --------------- | ----------------- | ---- | ---- | ---- | ---- | ---- | ----- |
| Владимир Кличко | Попаданий/всего   | 4/12 | 6/13 | 4/11 | 3/10 | 3/7  | 21/53 |
| Владимир Кличко | Процент попаданий | 33 % | 46 % | 36 % | 40 % | 43 % | 40 %  |
| Кубрат Пулев    | Попаданий/всего   | 3/10 | 3/17 | 1/13 | 1/12 | 2/12 | 10/64 |
| Кубрат Пулев    | Процент попаданий | 30 % | 18 % | 8 %  | 8 %  | 17 % | 16 %  |

Силовые удары
| Боксёр          | Раунд             | 1    | 2    | 3    | 4    | 5    | Всего |
| --------------- | ----------------- | ---- | ---- | ---- | ---- | ---- | ----- |
| Владимир Кличко | Попаданий/всего   | 4/8  | 1/3  | 6/12 | 3/7  | 3/6  | 17/36 |
| Владимир Кличко | Процент попаданий | 50 % | 33 % | 50 % | 43 % | 50 % | 47 %  |
| Кубрат Пулев    | Попаданий/всего   | 3/8  | 2/8  | 2/7  | 5/13 | 3/10 | 15/46 |
| Кубрат Пулев    | Процент попаданий | 38 % | 25 % | 29 % | 38 % | 33 % | 33 %  |

### Судейские записки
| Счёт судейских записок на момент остановки поединка | Счёт судейских записок на момент остановки поединка | Счёт судейских записок на момент остановки поединка | Счёт судейских записок на момент остановки поединка | Счёт судейских записок на момент остановки поединка | Счёт судейских записок на момент остановки поединка |
| Гленн Фельдман                                      | Гленн Фельдман                                      | Джерри Джакабо                                      | Джерри Джакабо                                      | Джозеф Паскале                                      | Джозеф Паскале                                      |
| --------------------------------------------------- | --------------------------------------------------- | --------------------------------------------------- | --------------------------------------------------- | --------------------------------------------------- | --------------------------------------------------- |
| Владимир Кличко                                     | Кубрат Пулев                                        | Владимир Кличко                                     | Кубрат Пулев                                        | Владимир Кличко                                     | Кубрат Пулев                                        |
| 40                                                  | 33                                                  | 40                                                  | 33                                                  | 40                                                  | 33                                                  |

## Андеркарт
Комментарий: Андеркарт — предварительные боксёрские бои перед основным поединком вечера.
В таблице перечислены результаты всех поединков боксёров.
В каждой строке указан результат поединка. Дополнительно номер поединка обозначен цветом, который обозначает итог поединка. Расшифровка обозначений и цветов представлена в нижеследующей таблице.
| Пример | Расшифровка                     |
| ------ | ------------------------------- |
|        | Победа                          |
|        | Ничья                           |
|        | Поражение                       |
|        | Планируемый поединок            |
|        | Поединок признан несостоявшимся |
| КО     | Нокаут                          |
| ТКО    | Технический нокаут              |
| PTS    | Решение судей (по очкам)        |
| UD     | Единогласное решение судей      |
| MD     | Решение большинства судей       |
| SD     | Раздельное решение судей        |
| RTD    | Отказ от продолжения боя        |
| DQ     | Дисквалификация                 |
| NC     | Поединок признан несостоявшимся |

| Боксёр                   | Итог боя | Боксёр                     | Примечания                                                                               |
| ------------------------ | -------- | -------------------------- | ---------------------------------------------------------------------------------------- |
| Владимир Кличко (62-3)   | KO5 (12) | Кубрат Пулев (20-0)        | Поединок за титулы чемпиона мира по версиям WBA Super, IBF, WBO, IBO и журнала The Ring. |
| Эдуард Гуткнехт (25-3-1) | TKO3 (8) | Кристиан Павлак (20-6-1)   | Рейтинговый поединок во втором среднем весе.                                             |
| Яго Киладзе (21-1)       | ТКО3 (8) | Бйорн Блашке (9-3-1)       | Рейтинговый поединок в первом тяжёлом весе.                                              |
| Майкл Валлиш (13-0)      | RTD5 (8) | Ивица Перкович (20-24)     | Рейтинговый поединок в тяжёлом весе.                                                     |
| Роберт Тлатлик (15-0)    | MD8 (8)  | Биш Баракат (20-1-1)       | Рейтинговый поединок в первом полусреднем весе.                                          |
| Джей Спенсер (7-0)       | SD6 (6)  | Бенджамин Трансфельд (2-0) | Рейтинговый поединок в полутяжёлом весе.                                                 |

## После боя
В послематчевом интервью боксёры сказали следующее:

Было сложно поймать его этим левым хуком. Я пытался, но Пулеву удавалось его избегать. Однако в конечном итоге мои старания обернулись успехом. Поклонникам Пулева я могу сказать, что он провёл хороший бой. Мне было тяжело попадать по нему джебом, он хорошо подготовился.— Владимир Кличко

Владимир действительно хорош, но сегодня ему повезло. Я хочу реванш и в следующий раз одержу победу. В боксе есть место везению. Кличко — хороший боксёр, но дерётся не по-спортивному. Слишком много уловок и трюков в ринге.— Кубрат Пулев
Подводя итоги 2014 года, американский канал ESPN удостоил поединок «Кличко — Пулев» титула «Нокаут года».
Для Владимира Кличко победа над Пулевым стала предпоследней победой (последней досрочной) в профессиональной карьере. 25 апреля 2015 года Владимир Кличко одержал свою последнюю победу на профессиональном ринге, победив единогласным судейским решением американца Брайанта Дженнингса (20-0). 28 ноября 2015 года Владимир Кличко проиграл единогласным судейским решением британцу Тайсону Фьюри (24-0) и утратил все свои чемпионские титулы. 29 апреля 2017 года Владимир Кличко попытался вернуть себе чемпионские титулы по версиям WBA Super, IBF и IBO, но проиграл другому британцу Энтони Джошуа (18-0), после чего завершил карьеру. После поражения от Владимира Кличко Пулев провёл ещё пять поединков, в которых одержал победы и стал обязательным претендентом на титул IBF. В октябре 2017 года Энтони Джошуа должен был провести обязательную защиту против Кубрата Пулева, но незадолго до боя болгарин травмировался и был заменён французом Карлосом Такамом (35-3-1). В октябре 2018 года Пулев победил британца Хьюи Фьюри (21-1) и вновь завоевал статус обязательного претендента по версии IBF.

## Комментарии
1. ↑  На самом деле на момент боя на счету Владимира Кличко быть на одну досрочную победу больше. Разночтения в рекорде Владимира Кличко возникли после его поединка с Бико Ботовамунгу 23 августа 1997 года, когда рефери остановил поединок дисквалифицировав Ботовамунгу, затем результат встречи был изменен на победу Кличко техническим нокаутом. Однако на сайте BoxRec, который является одним из самых авторитетных статистических сайтов на данную тему, в отличие от других источников, результат остался прежним[1].
2. ↑  16-ю защиту титулов IBF и IBO, 12-ю защиту титула WBO, 9-ю защиту титула журнала The Ring и 6-ю защиту титула WBA Super.